# Kanton Annonay-1
Der Kanton Annonay-1 ist ein französischer Kanton im Département Ardèche in der Region Auvergne-Rhône-Alpes. Er umfasst einen Teilbereich der Stadt Annonay und sechs weitere Gemeinden im Arrondissement Tournon-sur-Rhône. Durch die landesweite Neuordnung der französischen Kantone wurde er 2015 neu geschaffen.

## Gemeinden
Der Kanton besteht aus sieben Gemeinden und Gemeindeteilen mit insgesamt 20.647 Einwohnern (Stand: 1. Januar 2022) auf einer Gesamtfläche von 62,90 km²:
| Gemeinde                 | Einwohner 1. Januar 2022 | Fläche km² | Dichte Einw./km² | Code INSEE | Postleitzahl |
| ------------------------ | ------------------------ | ---------- | ---------------- | ---------- | ------------ |
| Annonay                  | 10.215                   | 4,88       | 2.093            | 07010      | 07100        |
| Boulieu-lès-Annonay      | 2.255                    | 9,45       | 239              | 07041      | 07100        |
| Davézieux                | 3.181                    | 5,59       | 569              | 07078      | 07430        |
| Saint-Clair              | 1.292                    | 5,81       | 222              | 07225      | 07430        |
| Saint-Cyr                | 1.430                    | 8,12       | 176              | 07227      | 07430        |
| Saint-Marcel-lès-Annonay | 1.378                    | 16,61      | 83               | 07265      | 07100        |
| Savas                    | 896                      | 12,44      | 72               | 07310      | 07430        |
| Kanton Annonay-1         | 20.647                   | 62,90      | 328              | 0701       | –            |

1. ↑   Nur der nördliche Teil der Gemeinde, der Rest gehört zum Kanton Annonay-2.

## Politik
| Vertreter im Departementrat | Vertreter im Departementrat            | Vertreter im Departementrat |
| Amtszeit                    | Namen                                  | Partei                      |
| --------------------------- | -------------------------------------- | --------------------------- |
| 2015–2021                   | Camille Jullien Marc-Antoine Quenette  | DVD LR                      |
| 2021–                       | Martine Ollivier Marc-Antoine Quenette | DVD LR                      |